# Hyposidra salebrata
Hyposidra salebrata là một loài bướm đêm trong họ Geometridae.